# James West Clark
James West Clark (* 15. Oktober 1779 im Bertie County, North Carolina; † 20. Dezember 1843 in Tarboro, North Carolina) war ein US-amerikanischer Politiker. Zwischen 1815 und 1817 vertrat er den Bundesstaat North Carolina im US-Repräsentantenhaus.

## Werdegang
James Clark besuchte bis 1779 das Princeton College. Danach begann er eine politische Laufbahn. In den Jahren 1802, 1803 und 1811 wurde er als Mitglied der Demokratisch-Republikanischen Partei in das Repräsentantenhaus von North Carolina gewählt. Bei den Präsidentschaftswahlen des Jahres 1812 war er einer der Wahlmänner für James Madison. Zwischen 1812 und 1814 gehörte Clark dem Senat von North Carolina an.
Bei den Kongresswahlen des Jahres 1814 wurde er im dritten Wahlbezirk von North Carolina in das US-Repräsentantenhaus in Washington, D.C. gewählt, wo er am 4. März 1815 die Nachfolge von William Kennedy antrat. Bis zum 3. März 1817 konnte er eine Legislaturperiode im Kongress absolvieren. Bis 1829 war er politisch nicht aktiv. Dann war er von 1829 bis 1831 Abteilungsleiter (Chief Clerk) unter Marineminister John Branch. Von diesem Amt trat er gleichzeitig mit Branch im Jahr 1831 im Zusammenhang mit der sogenannten Petticoat Affair zurück.
Privat war Clark ein reicher Pflanzer und Großgrundbesitzer. Er besaß Ländereien in North Carolina, Tennessee und Alabama. Zur Bewirtschaftung seiner Plantagen setzte er Sklaven ein. Später spezialisierte er sich in Alabama auf den Handel mit Sklaven. Er war unter anderem auch an dem Betrieb eines Kanals beteiligt. James Clark starb am 20. Dezember 1843 in Tarboro. Sein Sohn Henry war in den Jahren 1861 und 1862 Gouverneur im konföderierten North Carolina.